# Schloss Harff

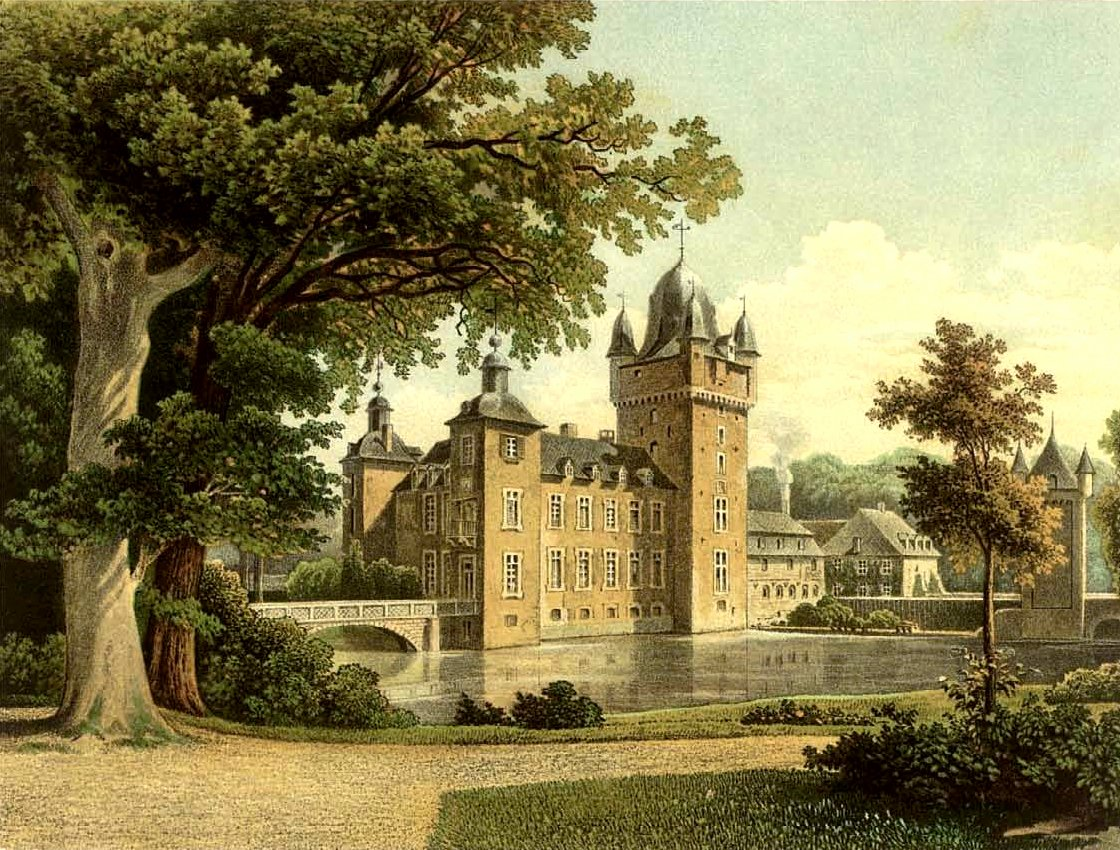
Schloss Harff um 1860, Lithografie

Schloss Harff  war ein 1972 gesprengtes Wasserschloss an der Erft im Bedburger Ortsteil Morken-Harff, das durch Um- und Ausbauten bis in das 19. Jahrhundert aus einer mittelalterlichen Wasserburg hervorgegangen war.
Zum Schloss gehörte ein 15 Hektar großer englischer Landschaftsgarten sowie ein 67 Hektar umfassender Tiergarten.

## Geschichte
Johann von Harff ließ 1348 ein befestigtes Gebäude errichten, das er für 400 Schildgulden dem Grafen Gotthard von Loen, Herr zu Heinsberg als Lehen und Offenhaus auftrug. Die sich aus dieser und einer nachfolgenden Belehnung mit dem Heinsberger Hof in Harff herausbildende Herrschaft Harff galt bis zur französischen Zeit als Jülicher Pfandherrschaft. 1384 entstand an der Zufahrtsallee des Schlosses die Burgkapelle St. Caecilia. Durch die politischen Stellungen seiner Eigentümer sowie deren Ansehen wurde die Bedeutung der Burg geprägt.
Schloss Harff war unter anderem Sitz von Arnold von Harff, der durch die Aufzeichnungen seiner Pilgerreise von 1496 bis 1498 nach Jerusalem, Santiago de Compostela und Rom bekannt wurde.
Bis 1670 wurde die Burg in geradliniger Folge vom Vater auf den Sohn vererbt. 1675 wurde Johann Wilhelm Mirbach durch Heirat mit der Schwester Johann Damian von Harffs, Maria Barbara, neuer Eigentümer. Durch den Tod von Johann Wilhelm Graf von Mirbach 1849 als letzter dieser Linie erbte der zweite Sohn seiner Schwester, Richard von Vorst-Gudenau (Drachenfels), das Schloss. Er erhielt durch königlichen Beschluss den Namen der Grafen von Mirbach-Harff.
Wegen des herannahenden Braunkohletagebaus Frimmersdorf wurde das Schloss 1972 gesprengt. An seiner Stelle erinnern heute ein Gedenkstein und eine Informationstafel an das Gebäude.

## Anlage

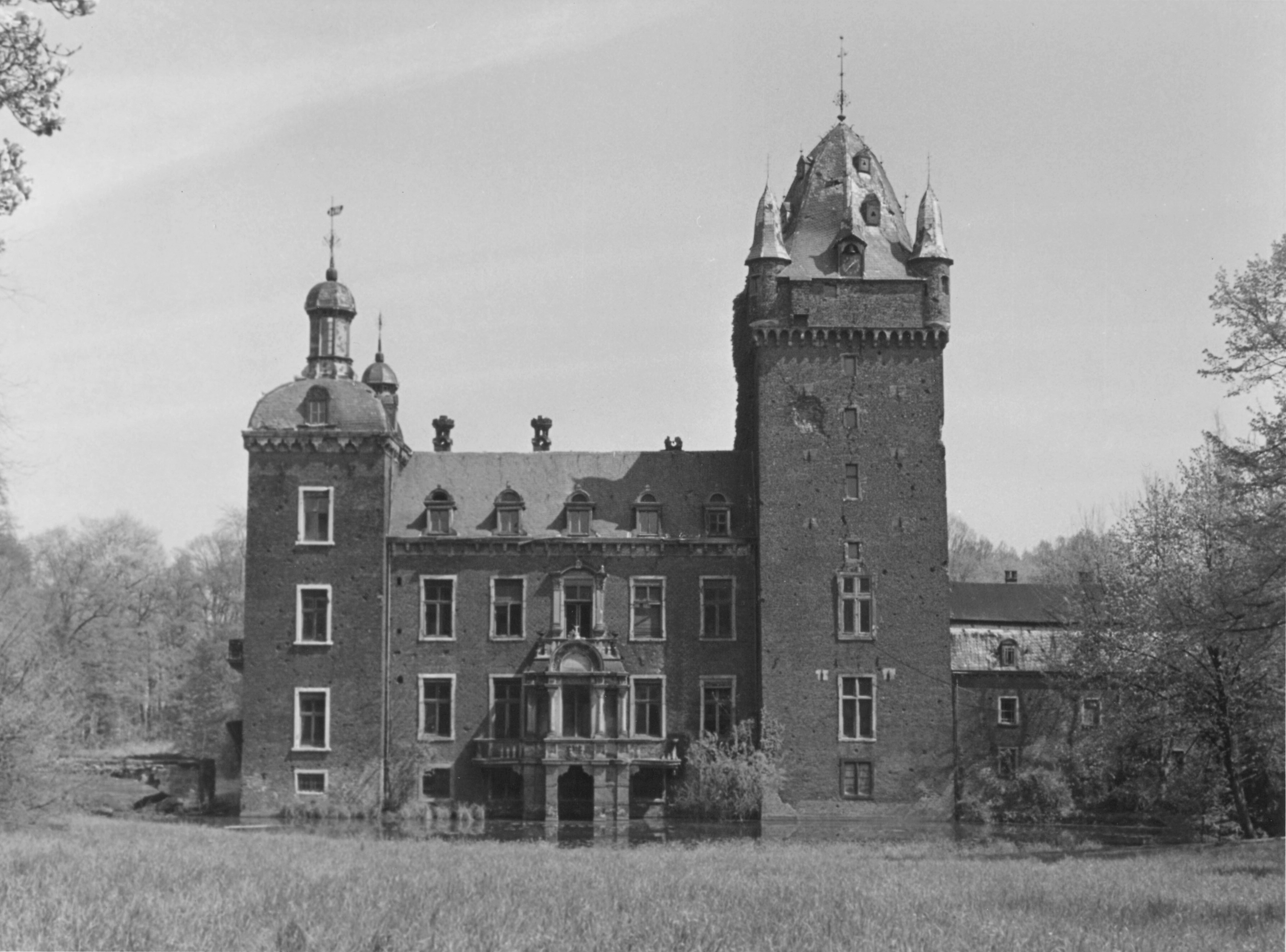
Schloss Harff um 1970

Das Gebäude verfügte über einen etwa 2,30 Meter dicken Sockel. Es erhielt Mitte des 14. Jahrhunderts einen gotischen Hauptturm, der mehrfach aufgestockt wurde und über bis zu acht Geschosse verfügte. Die Gebäudeanlage war wahrscheinlich ursprünglich zweiteilig und durch Wassergräben voneinander getrennt.
Die im 17. Jahrhundert erfolgten Baumaßnahmen gaben dem Gebäude das Erscheinungsbild einer romantischen Schlossanlage.
Das Gebäude wurde bis ins 19. Jahrhundert weiter um- und ausgebaut und erhielt dadurch das Aussehen einer fünfeckigen Insel inmitten eines sie umgebenden Grabens. Es erhielt bei den Bauarbeiten 1824 einen neuen Turm und 1847 einen eigenen Bibliotheksbau.
1886 wurde das Schloss nach Plänen des Architekten August Carl Lange umfassend renoviert und durch den Abbruch eines Teils der Vorburg eine Öffnung zur Parkanlage erstellt.